# Сибирская республика
Сибирская республика — государственное образование в Северной Азии, существовавшее в 1918 году в условиях гражданской войны в России.
С февраля по октябрь 1917 года в регионе сторонниками сибирского областничества велось формирование органов власти будущего государственного образования, однако приход к власти коммунистов вынудил областников перейти в подполье, где они объединили вокруг себя все антибольшевистские силы Сибири, также ушедшие в подполье. После свержения власти большевиков Чехословацким корпусом сторонники сибирского областничества провели повторное формирование органов власти государственного образования. 4 июля 1918 года Временное Сибирское правительство и Сибирская областная дума приняли Декларацию о государственной самостоятельности Сибири.
На момент провозглашения государственной самостоятельности правительство Петра Вологодского контролировало запад и центр Сибири, однако в период своего существования оно распространило свою власть как на Дальний Восток (где добилось расформирования конкурирующих органов власти, за исключением Временного правительства Амурской области), так и на запад, в ряд областей Восточного Урала и Зауралья (экспансия в этом направлении была остановлена Комучем, буфером стало Временное областное правительство Урала). Также государственное образование контролировало в Маньчжурии КВЖД с Харбином.
Основой вооружённых сил государственного образования служила Сибирская армия, организованная антибольшевистски настроенными офицерами на базе Западно-Сибирского военного округа. Сибирская армия насчитывала десятки тысяч человек, являлась основой белых сил на востоке страны и вела активные боевые действия против красных на Дальнем Востоке, на Урале, в Поволжье и Центральной Азии.
Высшим органом законодательной власти государственного образования была Сибирская областная дума, а высшим органом исполнительной — Временное Сибирское правительство, коллегиальный орган управления, состоявший из Совета министров, каждый из членов которого имел свой аппарат управления и комиссаров на местах. На практике во второй половине 1918 года между социалистическим большинством Думы и более правым правительством областников развернулась ожесточённая борьба за власть, которая завершилась роспуском Думы. В ходе объединения всех антибольшевистских сил во имя похода на Москву 3 ноября 1918 года государственное образование было упразднено, власть была передана созданному в Омске на его основе Временному Всероссийскому правительству.
Помимо намерения областников, готовых пожертвовать Сибирской республикой ради победы над большевиками, в исчезновении государственного образования свою роль сыграли как позиция коренных народов, которые, в отличие от жителей Сибири русского происхождения, не воодушевились идеями независимой Сибири и стали создавать свои национальные образования, так и усиление влияния беженцев из-за Урала, которые придерживались антибольшевистских позиций, но при этом не симпатизировали идеям сибирского областничества.

## Историография
Название Сибирская республика впервые использовал участник событий Георгий Гинс в мемуарах 1921 года, а в современной историографии доктор исторических наук А. В. Сушко с 2009 года. Также используются термины автономная Сибирь и «белая» Сибирь. Вопрос о характере государственного образования является предметом дискуссии среди специалистов. Некоторые источники считают, что в годы гражданской войны на территории Сибири образовывались полноценные государства, другие источники полагают, что речь может идти только о временных государственных образованиях с отдельными признаками государства. Доктор исторических наук А. В. Сушко говорит об образовании сибирской государственности в годы Гражданской войны. Доктор исторических наук В. М. Рынков использует термин сибирская государственность. По мнению доктора юридических наук Алексея Никитина, в годы Гражданской войны шло становление государственности в Сибири. По мнению же доктора исторических наук Олега Гордеева, на территории Сибири в годы Гражданской войны существовали не полноценные государства, а временные государственные образования. Под временными государственными образованиями он имеет в виду политические образования на территории Сибири, имевшие некоторые признаки государства, существовавшие в годы Гражданской войны 1918—1920 годов и управлявшиеся антибольшевистскими правительствами. Термин «временные государственные образования» применительно к антибольшевистской Сибири впервые ввёл кандидат исторических наук Юрий Лончаков.

## История

### Идейные основы
Одним из первых проявлений сибирского сепаратизма М. О. Акишин со ссылкой на П. В. Долгорукова и П. А Словцов со ссылкой на В. Н. Татищева считают деятельность первого сибирского губернатора Матвея Гагарина, который, по их версии, намеревался создать в Сибири независимое государство, за что был осужден и повешен в 1721 году в Санкт-Петербурге (хотя основным обвинением на суде была коррупция). В середине 1820-х годов Ф. В. Булгарин написал донос, что масонская группа журналиста и книгоиздателя Николая Новикова планирует создать республику в Сибири для дальнейшего преобразования России (однако А. В. Ремнев рассматривает эту идею как проявление сибирского сепаратизма), но сановники посчитали заявления журналиста выдумкой. Большое влияние на становление сибирского областничества оказали и взгляды декабристов, в частности Н. Муравьева о необходимости деления России на самоуправляемые единицы. Декабристы Павел Пестель и Никита Муравьёв предлагали децентрализацию России по примеру США, при этом на территории Сибири Муравьёв предлагал создать Обийскую и Ленскую федеративные единицы с Палатами выборных и Державными думами. Дальнейшее развитие идеи связано с сибирскими областниками: в 1852 году студенты Казанского университета, бывшие выходцами из Сибири, уже предполагали, что «Русская Америка» «рано или поздно отделится от России».
С момента своего появления в течение десятков лет сибирские областники выступали за отделение Сибири от России (впервые идея независимой Сибири в виде демократической федеративной республики по типу США появляется в первой половине 1863 года в прокламациях «Сибирским патриотам» С. С. Попова и «Патриотам Сибири» Н. М. Ядринцева и С. С. Шашкова), однако непосредственной причиной активизации областнического движения в Сибири послужила Февральская революция и свержение монархии. Сторонники сибирского областничества заняли большинство министерских постов во Временном Сибирском правительстве.

### Формирование
В период со 2 (15) по 9 (22) августа 1917 года в Томске прошла сибирская конференция общественных организаций, в итоговом постановлении которой прозвучала ранее поднятая сибирскими областниками идея о необходимости автономии Сибири. Газета «Путь народа» посчитала это событие признаком перехода областничества к фазе революционной борьбы.
В период с 8 (21) по 17 (30) октября 1917 года в Томске прошёл областной съезд, который объявил себя высшим законодательным органом региона, а в «Положении об областном устройстве Сибири» начал разрабатывать основы конституции автономной Сибирской республики. В октябре 1917 года сибирское областничество из категории культурного явления перешагнуло в категорию политического. Историк В. В. Журавлёв оценивает формирование Сибирского областного совета и Сибирского областного исполнительного комитета как первые практические шаги по созданию государственного образования.
После Октябрьской революции активизировались антибольшевистские сепаратистские движения по всей территории бывшей Российской империи. В тот период в Сибири начали звучать идеи о создании независимого от России сибирского государства. Например, 30 ноября (13 декабря) 1917 года газета «Сибиряк и крестьянин» опубликовала статью «Сибирь и текущий момент», где призывала отказаться от учёта интересов Европейской России, выдвинула лозунг «Сибирь для сибиряков» и предложила создать независимую Сибирскую республику: «Независимость и целость Сибири может быть сохранена только своими силами и под собственными знаменами. Конечно, трудно основать Сибирскую самостоятельную республику, но все же это сделать нужно». В письме «Союза сибиряков-федералистов» из Благовещенска также выдвигалась идея независимости Сибири от Европейской России, которая, по мнению авторов письма, сделает невозможным её захват и обеспечит процветание региона.
В период с 6 (19) по 15 (28) декабря 1917 года в Томске прошёл чрезвычайный съезд, на котором была провозглашена автономия края и образование независимых органов государственной власти под социалистическими лозунгами. Однако именно в тот период среди сибирских областников произошёл раскол: к власти пришли сторонники классовой борьбы, что вызвало неприятие новой власти со стороны либеральной части областников во главе с Григорием Потаниным. Данное событие послужило причиной раскола прежде единого сибирского областничества на областников-либералов в оппозиции к новому правительству и областников-социалистов, введших классовый ценз для представительства в Сибирской областной думе.
Решением съезда был упразднён Сибирский областной исполнительный комитет и Сибирский областной совет, а высшим органом власти в Сибири была провозглашена Сибирская областная дума. Также 13 (26) декабря 1917 года был избран Временный Сибирский областной совет, которому было поручено организовать выборы в Думу и до её избрания управлять. Данный Совет также пытался создать свои органы власти на местах путём посылки специальных уполномоченных комиссаров.
После прихода к власти в Сибири большевиков в декабре 1917 года и разгона ими Сибирской областной думы в феврале 1918 года сибирские областники продолжили борьбу за независимость края в подполье, а потеря власти послужила причиной воссоединения областников-социалистов и областников-либералов под лозунгом защиты интересов Сибири. В частности, Потанин призвал к объединению усилий всех областников ради борьбы с внешним вмешательством (как большевиками, так и иностранными интервентами). Из-за господства красных созданное в подполье Временное Сибирское правительство под руководством Петра Дербера приняло решение переехать на Дальний Восток, а на месте оставить эмиссаров для организации вооружённой борьбы. Эти эмиссары создали подпольные организации, самыми крупными среди которых были Западно-Сибирский и Восточно-Сибирский комиссариаты, которые представляли собой широко развитую систему подпольных гражданских и военных структур. Хотя в тот период органы управления Временного правительства автономной Сибири и не имели реальной власти, они выступали объединителями антибольшевистских сил Сибири от эсеров до кадетов включительно.
В целом в период с декабря 1917 года по май 1918 года сибирские областники смогли сформировать альтернативные большевистским органы власти, которые позволили быстро установить порядок после изгнания коммунистов.

### Существование
Восстание Чехословацкого корпуса в мае 1918 года положило начало переходу власти в Сибири к антибольшевистским силам. Один за другим силами Сибирской армии и Чехословацкого корпуса занимались города Западной и Восточной Сибири. 6 июня 1918 года был занят Омск. В своём первом же приказе по только что образованной Омской комендатуре полковник Павел Иванов-Ринов известил о том, что «вся полнота власти с сего числа принадлежит мне и уполномоченному Вр. Сибирского Правительства А. А. Кузнецову впредь до передачи власти земским и городским общественным управлениям». Следующим естественным шагом было бы способствовать переезду правительства Дербера из Владивостока и передать ему гражданскую власть. Однако политическая обстановка июня 1918 года сильно отличалась от января 1918 года. Правительство было эсеровским по своему основному составу и по распределению важнейших портфелей, то есть крайне левым для противников большевиков в Сибири. Весь июнь в Омске шли переговоры и консультации, в результате которых 30 июня было объявлено о создании Совета министров, который впоследствии также стал именовать себя Временным Сибирским правительством и имело центристскую направленность. Его председателем стал министр внешних сношений Пётр Вологодский.
Ещё 26 мая 1918 года Западно-Сибирский комиссариат объявил о переходе власти в свои руки от имени Сибирской областной думы и правительства Дербера), при этом в декларации от 1 июня было заявлено, что комиссариат имеет только временные полномочия. Первоначально комиссариат находился частично в Ново-Николаевске, частично в Томске, но 12 июня переехал в Омск из соображений кадрового обеспечения органов власти.
Во второй половине июня 1918 года на территории, подконтрольной Западно-Сибирскому комиссариату, появились некоторые министры правительства Дербера, которые заявили о своих притязаниях на власть. Однако комиссары посчитали, что только всё правительство в полном составе обладает юридическими полномочиями на приём власти. Тем не менее, в качестве компромиссного решения министрам было разрешено участвовать на заседаниях комиссариата по принципиальным вопросам, а также в их управление передавались отделы, соответствующие их прежним министерствам. По мере приезда новых министров и поддержки их притязаний членами Областной думы Западно-Сибирский комиссариат 30 июня передал власть только что образованному правительству Вологодского.
4 июля 1918 года в Омске Временное Сибирское правительство под руководством Петра Вологодского приняло «Декларацию о государственной самостоятельности Сибири». В ней провозглашалась международная правосубъектность, неограниченность и самостоятельность государственной власти правительства. Вскоре также были приняты герб, гимн и флаг автономной Сибири. По мнению профессора Алексея Сушко, именно принятие правительством этой декларации послужило основой превращения идеи сибирского областничества в официальную идеологию государственного образования. Георгий Гинс, управляющий делами правительства Вологодского, так оценивал данное событие:
Будущий историк должен… отметить, что в 1918 году существовала четыре месяца  самостоятельная Сибирская республика.Г. К. Гинс
Сам П. В. Вологодский утверждал:
Сибирское временное правительство вышло из недр Сибирской областной думы, этой давнишней мечты сибирских патриотов. Сама идея сибирской автономии, которая породила Сибирскую областную думу, уже давно была затаенной мыслью лучших сынов нашей Родины. Она является плотью от плоти и кровью от крови того социально-политического течения общественной мысли начала второй половины XIX века, которое именуется в истории областничеством.П. В. Вологодский
Для размещения правительства был выбран Омск, где новая власть получила поддержку от местной организации беспартийных областников. Была начата работа по выработке государственной символики Сибири: 14 августа 1918 года в Омске на Сибирском вечере в саду «Аквариум» прозвучал «Сибирский народный гимн», который должен был закрепить в сознании сибиряков идею независимой Сибири. Возобновили выпуск областнические издания, где в рамках государственного заказа усилился радикализм областнических взглядов от культурных до политических целей с использованием лозунга «Сибирь для сибиряков».
Уехавшие на Дальний Восток члены правительства Дербера сформировали Временное правительство автономной Сибири (ВПАС), которое распределило свои посты независимо не только от Временного Сибирского правительства Вологодского (ВСП), но и от Сибирской областной думы. ВПАС считало себя единственной легитимной властью на всей территории Сибири и признавало за ВСП только временные властные полномочия до своего прибытия в Западную Сибирь. В свою очередь ВСП не было удовлетворено контролем лишь над западом и центром Сибири и претендовало на всю полноту власти в регионе. В своих притязаниях оно апеллировало к авторитету Сибирской областной думы, вновь созванной в августе 1918 года, но фактически стремилось к независимости от неё.
В правительстве Вологодского усилились позиции правых либералов, которые в глазах противников большевиков не были замешаны в склонности к социализму: из Совета министров в сентябре были выведены самые активные сторонники левых течений. Также ВСП потребовало самоликвидации владивостокского ВПАС, в рядах которого были сильны левые настроения. Административный совет руководителей министерств при поддержке военных и правых кругов разогнал Сибирскую областную думу, а Временное Сибирское правительство заявило, что оно не намерено соблюдать никакие её законодательные акты. 18-21 сентября 1918 года в ходе столкновения Временного сибирского правительства (которое поддержала армия) с Сибирской думой погиб погиб сибирский политик А. Е. Новоселов. С середины лета омский центр антибольшевистской государственности стал доминирующей силой на всем востоке России. 11 июля сибирская армия заняла Иркутск, в конце июля завершила занятие всей Западной и Восточной Сибири, в августе заняла некоторые уральские уезды (Челябинский, Верхнеуральский, Щадринский и Ирбитский), а после встречи 30 августа 1918 года шедших на восток частей Чехословацкого корпуса с войсками атамана Г. М. Семенова Забайкалье формально признало власть Омского правительства. В сентябре в ходе своего визита на Дальний Восток председатель ВСП Пётр Вологодский добился крупного успеха: самоликвидации конкурирующих Временного правительства автономной Сибири Ивана Лаврова и «Делового кабинета» Дмитрия Хорвата, а также сдачи власти Приморской областной земской управой. В результате данной миссии Приморье перешло под контроль Временного Сибирского правительства.
Также под влияние «омской государственности» попали территории Восточного Урала и Зауралья: Златоустовский, Челябинский, Троицкий, Ирбитский, Шадринский, Камышловский, Верхнеуральский и Кустанайский уезды. Однако дальнейшей экспансии «омской власти» на запад мешал как его региональный характер, так и сопротивление Комитета членов Учредительного собрания (Комуч). В зоне между Сибирским правительством и Комучем возникло буферное Временное областное правительство Урала с центром в Екатеринбурге, которое заняло просибирскую позицию: на его территории действовало омское законодательство, сибирские деньги признавались законным платёжным средством, а все военные формирования подчинялись командованию Сибирской армии.
Для укрепления идеологического статуса государственного образования предпринимались попытки создать историческую общность нового этноса под названием «сибирский народ». Например, историк и правый областник Николай Козьмин писал:
Сибирский патриот конца XVII или начала XVIII в. очень характерно высказал пожелание, чтобы наше сибирство вовеки пребывало. Очевидно, что под «сибирством» он подразумевал совокупность сибирских граждан с их особыми интересами, обычаями и стремлениями.Н. Н. Козьмин
Опираясь на эти идеи, продвигался лозунг «Сибирь для сибиряков» как одна из причин отделения Сибири от России. В рамках системы просвещения велась активная идеологическая работа как среди военных, так и гражданского населения

### Исчезновение
Однако положение государственного образования оказалось крайне неустойчивым: хотя сибирское областничество и объединило антибольшевистские силы, однако основные политические партии не были готовы признать самостоятельные государства на территории бывшей Российской империи. Кадеты соглашались максимум на автономию, эсеры — на федерацию. С другой стороны, коренные народы Сибири выступили за создание собственных национальных образований и не стали поддерживать идеи сибирских областников. Из-за отказа признать их автономию Башкирское правительство и Алаш-Орда заняли враждебную по отношению к Сибири позицию, алтайское национальное движение в лице Каракорум-Алтайской окружной управы при союзном к Временному сибирскому правительству отношении пыталось создать свою собственную национально-государственную автономию в местах проживания алтайцев, в Забайкалье активную деятельность по национальному строительству развернула Народная дума бурят Восточной Сибири (Бурнацдума), проводил независимую политику атаман Г. М. Семенов
Одновременно с этим наблюдалось бегство противников большевиков из Европейской России в Сибирь, в результате чего являющаяся опорой государственности в регионе сибирская интеллигенция оказалась в меньшинстве среди сторонников единой российской государственности. В частности, произошла массовая миграция офицерства в первой половине 1918 года. В результате к осени 1918 года позиции областников в самой Сибири резко ослабли: например, Пётр Вологодский 7 октября 1918 года в своём дневнике отметил, что в армии появилось много людей, которые не разделяют идеи сибирского областничества.

Внутри областничества также продолжалась ожесточённая борьба между социалистами и либералами, которая вылилась в противостояние Временного Сибирского правительства и Областной думы осенью 1918 года и завершилась самороспуском последней. Член Областной думы Моисей Кроль охарактеризовал тогдашнюю ситуацию следующим образом:
Социалистическая группа, с одной стороны, и автономисты — с другой, представляли собой два исключающих друг друга мировоззрения, две противоположные тактики. Социалистические группы стояли за укрепление Сибирской областной думы как высшего законодательного органа края, за увеличение его престижа, за установление тесной связи между нею и широкими народными массами и за скорейший созыв Учредительного собрания. Автономисты же рвались в бой с большевиками и лелеяли мечту о военной диктатуре.М. А. Кроль
Сибирская областная дума на второй сессии смогла принять только два законодательных акта, после чего 19 августа 1918 года приостановила свою работу, в результате чего законодательная власть окончательно перешла в руки Временного Сибирского правительства.
К осени 1918 года Временное Сибирское правительство было де-факто коалиционным: оно представляло собой весь спектр антибольшевистского движения — от левых деятелей вроде М. Б. Шатилова и Г. Б. Патушинского до правых радикалов типа И. А. Михайлова. Областники-социалисты настроили против себя военные и деловые круги, а потому оказались слабее своих политических противников. Областники-либералы в конечном счёте поддержали идею «единой и неделимой» России, тем самым отказавшись от сибирских интересов в пользу общероссийских. В результате правое течение областников пошло на союз с правыми общероссийскими политическими силами и согласилось упразднить Сибирскую республику для объединения белых сил для наступления на Москву — как они заявили, «нельзя было идти на Москву с областническими лозунгами».
Тяжёлое положение на Волжском фронте и трения с союзниками стимулировали антибольшевистские силы к поиску компромисса и объединения в рамках всего востока России. В Уфе 8 сентября 1918 года начало работу Государственное совещание 23 политических структур, где произошёл спор между Комучем с преобладанием левоцентристских эсеров и Временным Сибирским правительством с доминированием правоцентристского крыла. После долгих споров был достигнут компромисс с провозглашением 23 сентября нового всероссийского правительства — так называемой «Уфимской директории», которое наделялось верховной властью на всей территории России. Из-за ухудшения ситуации на фронте 9 октября Директория переехала из Уфы в Омск, где начала переговоры с Сибирским правительством о консолидации власти. 13 октября Директория передала управление временных срочных дел министерствам Временного Сибирского правительства, а 3 ноября ВСП в соответствии с декларацией «О передаче верховной власти на территории Сибири Временному всероссийскому правительству» согласилось упразднить «автономную сибирскую государственность» и передать власть Директории в обмен на гарантию сохранения постов своих лидеров в Совете министров Директории. Сибирское правительство было упразднено, а его органы власти преобразованы в органы Временного Всероссийского правительства. Также согласно указам Директории от 4 и 6 ноября подлежала упразднению Сибирская областная дума, а местные органы власти были заменены региональными главуполномоченными правительства. Областная дума была официально ликвидирована уже правительством Александра Колчака в декабре 1918 года с передачей всего имущества и дел Томскому губернскому комиссару согласно телеграмме управляющего МВД от 26 ноября. От сибирской государственности остались только немногочисленные и маловлиятельные сторонники сибирского областничества, которые в течение 1919 года пытались создать сибирскую автономию внутри колчаковского режима, но их попытки закончились неудачей. Однако идеи сибирского областничества впоследствии воплотила полунезависимая Дальневосточная республика в 1920 году. С конца 1980-х годов снова появилась идея о политической самостоятельности Сибири среди возродившихся сибирских областников (получивших название неообластников).
Временное Сибирское правительство, консолидировав антибольшевистские силы на востоке России, стало базисом создания Всероссийского Временного правительства, в котором члены Сибирского правительства продолжили свою политическую карьеру. Причиной поражения областничества послужило вытеснение в условиях Гражданской войны идеи сибирского областничества общероссийскими политическими силами.

## Территория
«Автономная Сибирь» занимала земли на охваченной Гражданской войной территории бывшей Российской империи от Уральских гор и до Тихого океана (Охотского моря), также в состав Сибирской республики входили находившиеся на территории Манчжурии город Харбин и Китайско-Восточная железная дорога.
13 июля 1918 года Совет министров Временного Сибирского правительства постановил определить, «исходя из принципа экономического тяготения», временную западную границу Сибири по рекам Печоре, Каме, Чусовой и Уфе. При этом предусматривалось, что кроме собственно «территории, входящей в состав Сибири», «попечение Сибирского правительства» может быть распространено и на «территорию, которая или будет временно заниматься в порядке оккупации, или объединяться с Сибирью на договорных отношениях».

## Предполагаемое государственное устройство
В «Положении об областном устройстве Сибири», принятом в октябре 1917 года, было определено будущее политическое устройство Сибирской республики с центральной ролью Сибирской областной думы, которой будет подчиняться исполнительная власть в виде кабинета министров. Два других постановления («О экономико-хозяйственном объединении Сибири» от 14 (27) октября и «Об организации Сибири» от 16 (29) октября) объявляли об образовании временных органов региональной власти, в том числе Сибирского областного совета. В составе совета должно было находиться 33 участника: по 3 человека от каждой губернии, по 2 человека от каждой коренной народности (бурятов, татар, киргизов, якутов, алтайских и минусинских инородцев) и по 1 участнику от каждого казачьего войска. Председателем совета был избран В. М. Крутовский. Также 15 (28) октября был создан Сибирский областной исполнительный комитет, который мыслился как высший исполнительный орган власти, который будет выполнять решения съезда и контролировать деятельность областного совета. Комитет организовал несколько отделов по различным вопросам (подготовка Учредительного съезда Сибири, а также общесибирская координация работы по продовольственным, снабженческим, земельным и переселенческим проблемам), которые, по мнению И. А. Якушева, послужили основой будущих министерств. В первый месяц своего существования сибирские областные органы являлись, по своей сути, общественными организациями с претензией на государственное управление подобно советам рабочих, солдатских и крестьянских депутатов, а также «национальных советов» окраин страны.
Согласно постановлению съезда Сибирская дума должна была представлять интересы девяти общественных и государственных структур региона, которые попадали под определение «революционных и демократических организаций»: самоуправления, казачьи войска, воинские части, вузы, главные комитеты железных дорог, а также совдепы, национальные организации, профсоюзы и кооперации. С конца декабря 1917 года по мере избрания депутаты думы стали съезжаться в Томск, где провели несколько частных совещаний. Часть депутатов 28 января (10 февраля) 1918 года без согласования с остальными депутатами начали работу думы и объявили о переходе к ним всей полноты власти. Было создано Временное правительство автономной Сибири с председателем, государственным секретарем, 4 министрами без портфеля и несколькими главами министерств: внутренних дел, иностранных дел, военное, юстиции, финансов, земледелия, торговли и промышленности, труда, путей сообщения, снабжения и продовольствия, народного здравия, просвещения, туземных дел, экстерриториальных народностей и государственного контроля. Чтобы заручиться поддержкой представленных в думе коренных народностей были созданы специфические министерства туземных дел, экстерриториальных народностей и народного здравия.
После периода советской власти на заседании 4 июня 1918 года Западно-Сибирский комиссариат создал 9 отделов: административного, военного, юстиции, финансов, земледелия, предприятий, труда, путей сообщения, почт и телеграфов. Эти органы начали функционировать с 14 июня, при этом военные функции были переподчинены штабу Западно-Сибирского военного округа, а чуть позднее был создан отдел туземных дел и иностранных отношений. Управления средствами связи вместо планировавшегося изначально отдельного отдела было передано специальному подотделу административного отдела, а отдел предприятий переименовали в отдел торговли и промышленности. Также комиссариат создал два коллегиальных совещательных органа: Продовольственное бюро и Юридический совет. По структуре власти комиссариат представлял собой коллегиальный орган верховной власти как законодательной так и исполнительной власти, решения которого носили обязательный характер для заведующих отделов (которые хотя и имели права министров в своих ведомствах, однако считались наемными работниками без права голова в руководстве). На места, где в результате свержения большевиков к власти приходили не представители комиссариатов, направлялись специальные уполномоченные. Сами местные комиссариаты носили характер как коллегиальных, так и единоличных, причем первые преобладали. В июне 1918 года постепенно налаживалась работа местных комиссариатов. Их деятельность мыслилась как временная на период военного положения до избрания органов местного самоуправления.
В вернувшемся к власти сибирском правительстве исполнительная власть принадлежала Совету министров Временного Сибирского правительства во главе с Петром Вологодским, который находился в Омске, законодательная — Сибирской областной думе. Между ними постоянно шла борьба за политическое лидерство. Её последствиями стали фактический распад кабинета министров, ослабление гражданской и усиление военной власти, а также общий кризис автономной Сибири.
Временное Сибирское правительство представляло собой коллегиальный орган управления в виде Совета министров из 5 человек под председательством Петра Вологодского. Отделы комиссариата были преобразованы в министерства. Министерствами внутренних дел, иностранных дел и управление делами в виде канцелярии Совета министров руководили «товарищи министров», а министерствами военного, земледелия и колонизации, торговли и промышленности, труда, путей сообщения, продовольствия и народного просвещения — «управляющие министерствами». В свою очередь товарищи министров, управляющие министерствами и управляющий делами Совета министров объединялись в совещание управляющих министерствами. Само правительство объявило себя высшим органом власти не только в сфере исполнительной, но и в сфере законодательной власти, тем самым вступив в конфликт с Сибирской областной думой.
У руководителей министерств был свой личный аппарат управления под названием канцелярия министерств под руководством директора. Министерства в свою очередь делились на департаменты и отделы: в министерстве внутренних дел — отделы общих дел, городской, земский, инструкторско-агитационный, строительный, призрения, народного здравия, ветеринарный, милиции, в министерстве финансов — отделы кредита и денежного обращения, окладных, накладных и таможенных сборов и государственного казначейства, в министерстве продовольствия — хлебофуражный, снабжения предметами первой необходимости и финансово-счетный. В свою очередь имеющие определённую автономию подразделения министерств назывались управлениями или главными управлениями: у министерства финансов — управление государственных сберегательных касс, у министерства внутренних дел — управление воинской повинности и главные управления почт и телеграфов и по делам местного хозяйства. Руководители департаментов назывались директорами, отделов заведующими, а управления начальниками. В сфере управления местной администрацией 18 июля 1918 года упразднялись региональные комиссариаты и восстанавливалась должность губернских и уездных комиссаров как представителей центральной власти при местных органах земского самоуправления.
7 сентября 1918 года управленческие функции фактически перешли к созданному незадолго до этого Административному совету.
В середине лета 1918 года на основе постановления Временного Сибирского правительства от 6 июля появились судебные учреждения. Были введены суды двух типов: местные и общие. Местные суды классифицировались на волостные суды, мировые суды, уездные съезды мировых судей и уездные административные суды, а общие суды включали в себя окружные суды для нескольких уездов, судебные палаты на несколько губерний или областей, а также «кассационный» по гражданским и уголовным делам и «первый» арбитраж по административно-хозяйственным делам департаменты Сената. Избираемые волостными земскими управами и городскими думами мировые судьи ведали мелкими правонарушениями, за которые полагались либо небольшие штрафы либо заключение до 1 года. В ведении окружных судов находились серьёзные правонарушения, а в их аппарате работали следователи по предварительному расследованию преступлений. Судебные палаты рассматривали жалобы на приговоры окружных судов, а также должностные и государственные преступления. Высшим судебным учреждением изначально выступала Омская судебная палата, однако 7 сентября Временное Сибирское правительство создало Сибирский высший суд, состоявший из 3 департаментов: административных и кассационных уголовного и гражданского. Также были введены должности двух гражданских и одного военного прокурора.
Власть центрального правительства на местах осуществлялась через специальных представителей — комиссаров. 18 июля 1918 года коллегиальные комиссариаты Временного Сибирского правительства были заменены аппаратом губернских (областных) комиссаров под названием канцелярий губернских комиссаров, а на низовом уровне — аппаратом уездных и участковых комиссаров. На уровне губернских комиссаров управление осуществлялось на уровне нескольких отделов (например, в Енисейской губернии распорядительный, административный, земских и городских самоуправлений, воинский, милиции, тюремный, строительный, врачебный, печати, зрелищ и собраний, призрения, информационный, политический), вне отделов также существовали — казенная палата, палата государственных имуществ, переселенческое управление и управление губернского агронома. Аппарат низовых комиссаров назывался комиссарской канцелярией и состоял из помощника комиссара и нескольких делопроизводителей. В свою очередь, уездным комиссарам подчинялись уездные податные инспектора и переселенческие чиновники, а с 17 октября местные правоохранительные структуры.
Изначально Временное сибирское правительство предполагало передать функции местной власти органам самоуправления, однако избранные городские и земские думы по составу своих депутатов симпатизировали левым политическим взглядам, поэтому сибирские власти перешли к политике государственного контроля над местным самоуправлением.

## Финансовая политика
С 1918 года правительство непризнанного государства обладало структурами, которые обеспечивали финансовые поступления: были созданы Главное управление налогов и сборов и Главное акцизное управление, а осенью — Главное управление сберегательных касс и Главное управление государственного банка Сибири. Центр в Омске контролировал деятельность местных финансовых органов. Оставляя Сибирь, большевики старались вывозить документацию, ценности и деньги. В Томске наличные средства финансовых учреждений насчитывали 68 млн руб., из которых 20,5 млн руб. составляли государственные ценные бумаги. В Государственном банке Омска было около 40 млн руб., Томска — 41,9 млн, тогда как только в Томской губернии новые правительственные учреждения и организации на первые два месяца работы нуждались в 50 млн руб., железная дорога требовала на свои нужды 38 млн руб., на прочие нужды — несколько десятков миллионов.
С мая по август 1918 года посты министра финансов и управляющего Министерством торговли и промышленности совмещал 26-летний Иван Михайлов, пытавшийся преодолеть денежный дефицит путём увеличения денежных вкладов населения в кредитные учреждения, повышением продаж водки и увеличением налогов. Расчёты политиков опирались на скорую победу над большевиками и сохранение после неё автономного экономического пространства Сибири. В Сибири был установлен прожиточный минимум в 150 рублей, остановлены платежи по вкладам, зарплаты выдавались в половинном размере. Финансовое состояние Временного Сибирского правительства было наиболее благоприятным среди антибольшевистских правительств, но оно быстро истощилось, так как под управлением находились огромная территория и армия. Летом и осенью государственный аппарат был раздут, учёт поступлений и расходов практически отсутствовал. Пробел между доходами и расходами покрывался за счёт эмиссии денежных знаков.
Бывший управляющий ведомством иностранных дел Комуча М. А. Веденяпин, составляя отчёты указывал, что Директория получила от Комуча «около 40 тысяч пудов золота, 30 тысяч пудов серебра, годовую российскую выработку платины и огромное количество денежных знаков, захваченных в Казани». За весь период существования комитета из Сибири на Поволжский фронт не ушёл ни один солдат, не посылалось продовольствие, вооружение или амуниция.

## Руководство
| Портрет                                                   | Имя (годы жизни)                           | Полномочия                          | Полномочия                                                        | Партия                                  | Наименование должности                                      | Пр.                                 |
| Портрет                                                   | Имя (годы жизни)                           | Начало                              | Окончание                                                         | Партия                                  | Наименование должности                                      | Пр.                                 |
| Высший орган законодательной власти                       | Высший орган законодательной власти        | Высший орган законодательной власти | Высший орган законодательной власти                               | Высший орган законодательной власти     | Высший орган законодательной власти                         | Высший орган законодательной власти |
| --------------------------------------------------------- | ------------------------------------------ | ----------------------------------- | ----------------------------------------------------------------- | --------------------------------------- | ----------------------------------------------------------- | ----------------------------------- |
|                                                           | Иван Александрович Якушев (1884—1935)      | 28 января (10 февраля) 1918         | 21 сентября 1918                                                  | Партия социалистов-революционеров       | Председатель Сибирской областной думы                       | [ 65 ] [ 66 ]                       |
| С 21 сентября по 10 ноября 1918 года — должность вакантна |                                            |                                     |                                                                   |                                         |                                                             |                                     |
| Высший орган исполнительной власти                        |                                            |                                     |                                                                   |                                         |                                                             |                                     |
|                                                           | Владимир Михайлович Крутовский (1856—1938) | 15 (28) октября 1917                | 13 (26) декабря 1917                                              | Союз сибирских областников-автономистов | Председатель Сибирского областного исполнительного комитета | [ 67 ] [ 68 ]                       |
|                                                           | Григорий Николаевич Потанин (1835—1920)    | 13 (26) декабря 1917                | 1 (14) января 1918                                                | Союз сибирских областников-автономистов | Председатель Временного Сибирского областного совета        | [ 69 ]                              |
|                                                           | Пётр Яковлевич Дербер (1883—1938)          | 1 (14) января 1918                  | 28 января (10 февраля) 1918                                       | Партия социалистов-революционеров       | Председатель Временного Сибирского областного совета        | [ 70 ]                              |
| 28 января (10 февраля) 1918                               | Пётр Яковлевич Дербер (1883—1938)          | 30 июня 1918                        | Председатель Совета министров Временного Сибирского правительства | Партия социалистов-революционеров       |                                                             | [ 70 ]                              |
|                                                           | Пётр Васильевич Вологодский (1863—1925)    | 30 июня 1918                        | Председатель Совета министров Временного Сибирского правительства | Партия социалистов-революционеров       | 3 ноября 1918                                               | [ 71 ]                              |

## Вооружённые силы
Основой вооружённых сил была Западно-Сибирская отдельная добровольческая армия, до консолидации антибольшевистских сил востока страны в Уфимскую директорию бои на Восточном фронте также вели Чехословацкий корпус и части Народной армии Комуча.
Ещё до Гражданской войны среди местных военных уже долгое время были популярны областнические идеи. Например, по воспоминаниям Григория Потанина, областнические идеи у военных появились среди курсантов Омского кадетского корпуса ещё в 1860-е годы, что впоследствии сыграло свою роль в гражданскую войну. В частности, он отмечал, что в Омской кадетском корпусе «были скрыты семена культурного сибирского сепаратизма» и «сын золотопромышленника Филимонова говорил, что встречает уже не первого питомца Омского кадетского корпуса с подобными идеями: это какое-то особенное учебное заведение в Сибири». В листовке-воззвании «Ко всем гражданам», которая была выпущена в Омске типографией штаба под подписью «офицеров-сибиряков», было написано:
Ни в какой белой гвардии мы не состоим, так как таковой не существует, а носимые на рыках ленты бело-зеленого цвета есть ленты национальных цветов Сибири.А. В. Сушко
Формирование Сибирской армии (под командованием которой находились все антибольшевистские вооруженные формирования на территории Сибири) было объявлено Временным Сибирским правительством в июне 1918 года, однако фактическое её создание датируется маем 1918 года. Создавалась в Ново-Николаевске, где находился расформированный коммунистами штаб Западно-Сибирского военного округа. Первоначальное название — Западно-Сибирская отдельная (добровольческая) армия, и только с 27 июня 1918 года стала называться Сибирской армией. Структурно имела несколько корпусов (например, в октябре 1918 года 5 корпусов), каждый из которых отвечал за определённый район Сибири, названный корпусным районом. С августа 1918 года в Сибирскую армию начали призывать местное население. Сибирской армией с июня по сентябрь 1918 года командовал генерал-майор Алексей Гришин-Алмазов, а с сентября по декабрь 1918 года генерал-майор Павел Иванов-Ринов. Упразднена в декабре 1918 года по приказу Колчака, а её корпусные районы переформированы в военные округа. Однако 24 декабря Сибирская армия формируется заново как Сибирская отдельная армия на основе штаба первой Сибирской армии и Екатеринбургской группы войск, но уже под прямым контролем Колчака.
В сентябре и октябре 1918 года участвовала в боях с Красной армией на Восточном фронте, Семиречье и на Дальнем Востоке (в районе реки Зея, на Амурской железной дороге и под Троицкосавским). Вместе с другими частями Русской армии захватывала Нижний Тагил, Кунгур и Пермь, а переправой через Каму создала потенциальную возможность для занятия Вятки.
И. И. Сукин отмечал, что офицеры Сибирской армии были сторонниками демократии (и даже гордились своими политическими взглядами), а среди них были выходцы из различных слоев населения. В состоявшей из нескольких десятков тысяч человек Сибирской армии были очень сильны областнические настроения, поэтому она стала одной из опор сибирской государственности. Военные-сибиряки стали ударной силой антибольшевистского движения на востоке России. Например, после удачного похода Сибирской армии под предводительством Радолы Гайды на Пермь после ухода чехов с фронта министр иностранных дел И. И. Сукин отмечал в ней высокий боевой дух и уверенность в победе.
Даже после прихода к власти Колчака в Сибирской армии оставались популярными идеи сибирского областничества. Например, министр иностранных дел И. И. Сукин писал про Сибирскую армию:
Она считала себя «Сибирской» и ни за что не хотела расставаться с внешними знаками этого невинного областничества. Армия эта была предана идеям Сибирского правительства и тесно связана с личностями первых сибирских министров — Михайловым, Виктором Пепеляевым и другими, которые пользовались в ней популярностью может быть, даже большей, чем Верховный Правитель, являвшийся для нее началом новым и чужим.И. И. Сукин

## Символика
Государственная символика «белой» Сибири выполняла задачи по представлению, обозначению и пропаганде государства.
В качестве официального символа государства использовался флаг, утверждённый в 1917 году на Конференции общественных организаций Сибири. Он представлял собой прямоугольное полотнище белого и зелёного цвета, имел диагональное сечение полотнища от верхнего левого угла к правому нижнему, причем верхняя правая часть окрашена в зелёный цвет, а левая нижняя — в белый. Зелёный цвет символизировал тайгу, а белый — снег. Данный флаг применялся отрядами повстанцев, выступавших против большевиков, использовался на административных зданиях, военных знамёнах, воинских знаках различия. Такой флаг, на который была помещена надпись «Через автономную Сибирь к возрождению свободной России», имелся в зале заседаний областной думы (в Томском университете), для депутатов которой было сделано 207 значков бело-зелёного цвета. Этот флаг был самым популярным элементом символики государства.
В том же зале использовался и герб, который своим рисунком повторял символику стяга. Автором этого герба был живописец из Томска Ф. Белых. На печати Думы помещалось изображение эмблемы Временного правительства. Герб Сибирского царства Дума не использовала. Между тем, по результатам доклада А. Н. Гришина-Алмазова 16 августа 1918 года был подготовлен вариант герба на его основе, отличавшийся тем, что соболи на нем поддерживали не корону а чёрного двуглавого орла с распростертыми крыльями. Герб размещался на фоне белой мантии с зелёной подкладкой и золотой бахромой; зелёный цвет символизировал тайгу, золотой — золотодобывающую промышленность. Автором рисунка герба выступил художник Глеб Александрович Ильин. Этот герб не был официально утвержден, однако он появился на бонах Сибирского Временного правительства, выпущенных в обращение на основании Постановления Административного Совета Временного Сибирского правительства от 19 сентября 1918 года.
Белые и зеленые цвета сибирского флага были широко распространены в Сибирской армии: они использовались не только на значках и ленточках, но даже на автомобиле Гайды.
Символика бело-зелёного цвета использовалась и после прекращения существования государства: например, на лентах колчаковского ордена «Освобождение Сибири» и на некоторых воинских знамёнах и кокардах (до 1920).

## Социальная политика
Подобно другим антибольшевистским правительствам, сибирское правительство декларировало возвращение национализированного имущества прежним владельцам. В частности еще 28 июня 1918 года Западно-Сибирский комиссариат выпустил распоряжение о возвращении собственности прежним владельцам, которое 30 июня дополнило распоряжение отдела промышленности и торговли от 30 июня и циркуляр 2 октября 1918 года уже министерства промышленности и торговли. В данных документах для возвращения собственности предполагалось создавать под контролем губернских властей комитеты в составе судов, самоуправления, профсоюзов, торговцев и промышленников, а также домовладельцев. Однако в некоторых случаях при фактическом отсутствии владельцев (например, в Перми) предприятия оставались под контролем государства, горнорудные предприятия помимо отсутствия владельцев могли быть оставлены под государственным управлением в случае их стратегической важности. Летом 1918 года большинство горнорудных предприятий оставались в собственности государства. Речные флотилии Сибири летом 1918 года также почти все оставались под государственным контролем в связи с фактическим отсутствием владельцев.
Сложной и противоречивой была политика Временного сибирского правительства к рабочему вопросу. Левый по своим политическим взглядам Западно-Сибирский комиссариат 1 июня 1918 года заявил о необходимости на 1 месяц сохранения органов рабочего контроля на предприятиях. Однако Временное Сибирское правительство в связи с возвращением имущества прежним владельцам активно боролось с вмешательством рабочих в политику (связанные с большевиками рабочие подлежали увольнению), под лозунгом повышения производительности труда и улучшения производственной дисциплины в условиях военного времени отстранило органы рабочего контроля от управления производством и разрешило владельцам предприятий самостоятельно принимать решения о сокращении численности персонала (хотя профсоюзы имели право опротестовать это решение). Органы рабочего контроля подлежали упразднению, а профсоюзы вынуждали действовать строго в юридическо-правовых рамках без участия в политической деятельности. С другой стороны Временное Сибирское правительство приняло ряд постановлений об улучшении социально-экономического положения рабочих (были подготовлены законы о 8-часовом рабочем дне, уровне заработной платы не ниже прожиточного минимума, создавались больничные кассы), от профсоюзов запрашивались первичные статистические данные при подготовки законопроектов, их представители входили в комиссии по возвращению имущества владельцам, реквизиции железнодорожных грузов, вопросам снабжения и прочим, были предприняты шаги по привлечению рабочих и владельцев заводов как равноправных участников по принятию новых компромиссных законов в социально-трудовой сфере. Особняком стоял вопрос путей сообщения в целом и железнодорожного и водного транспорта в частности, который в связи с его стратегической важностью оставался под прямым управление властей (которые запрещали митинги, остановку работы и вмешательство рабочих в управление).
Подобно другим антибольшевистским правительствам, Временное сибирское правительство признало незаконным увольнение государственных служащих большевиками с восстановлением их на своих рабочих местах и выплатой жалования за период вынужденной безработицы (однако фактическая выплата компенсации натолкнулась на финансовые затруднения). С течением времени наблюдалась тенденция к увеличению численности работников государственных учреждений, материальное положение которых было предметом пристального внимания Временного сибирского правительства. С 1 июля 1918 года заработная плата служащих центральных учреждений варьировалась от 50 до 500 рублей, губернских и уездных учреждений было в среднем меньше на 100 рублей. В случае уменьшения зарплаты служащих по сравнению с дореволюционным периодом согласно решению Административного совета от 16 октября 1918 года служащим доплачивалась разница. Также сибирское правительство взяло на себя финансовые обязательства по эвакуации государственных служащих, членов их семей и имущества из Центральной России, формально гарантировало им сохранение прежнего рабочего места, однако эти служащие числились в резерве вместо действительной службы и вместо жалования получали только предусмотренное еще законодательством Российской империи 6-месячное пособие. Только некоторые из этих государственных служащих были приняты на действительную службу в сибирские органы власти. В целом, в связи с инфляцией финансовое положение государственных служащих постепенно ухудшалось, своевременно улучшить которое не всегда удавалось из-за нехватки денег.
Были утверждены и оклады преподавателей средних и низших учебных заведений: от 175 до 225 рублей в месяц и 50 рублей «квартирных» денег.
Для мобилизованных в Сибирскую армию назначалась постоянная зарплата, а добровольцы также имели право на сохранение прежнего места работы (на время отсутствия работника разрешалось принимать только временный персонал). Однако данная норма действовала только для государственных структур и не распространялась на частный сектор. С ноября 1918 года работодатели Сибири обязаны были покрывать разницу между воинским окладом и прежним жалованием военнослужащих. Однако данный вопрос не был четко урегулирован законодательством, поэтому частные предприятия часто уклонялись от выполнения данного обязательства.
Временным сибирским правительством была возрождена и система пенсионных выплат: 27 июля 1918 года возобновлено отчисление пенсионных взносов с заработной платы госслужащих центральных правительственных учреждений, 16 сентября 1918 года работников губернских и уездных органов власти. За время функционирования Временного сибирского правительства пенсионные выплаты индексировались дважды: 13 июля 1918 года пенсия железнодорожникам была временно увеличена на 100 %, а 30 октября 1918 года пенсия была проиндексирована от 40 % до 200 % по регрессивной шкале, а минимальный размер пенсий увеличен с 100 до 300 рублей в год.
Одной из проблем Сибири в тот период было обеспечение беженцев. К лету 1917 года в Азиатской части России было, по данным А. Н. Курцева, 114 637 беженцев (3 % от всех беженцев в России в результате Первой мировой войны), из них в Акмолинской области 31 963 человек и в Томской губернии 30 005 человек. По данным же И. А. Ёремина, на 1 января 1916 года за Уралом было 166 222 беженца, из которых 80 % находилось в Западной Сибири. После революций 1917 года в связи с голодом и конфронтацией с новым политическим строем число внутренних мигрантов увеличилось. Однако сибирские власти проводили дифференциацию мигрантов по двум группам. И если беженцы периода Первой мировой войны сохранили право на получение социальных пособий, то мигрантам более позднего периода было отказано в статусе беженцев, по распоряжению министерства земледелия и колонизации в конце августа 1918 года была прекращена государственная деятельность по перевозки людей на восток России, а для приезжающих самостоятельно были отменены льготы на железнодорожном транспорте. Государственные служащие были организованно эвакуированы в Сибирь, приписаны к тыловым частям своих учреждений и продолжали получать должностные оклады. Изначально обеспечивались работой в Сибири и эвакуированные работники железных дорог, однако 2 июля 1918 года по представлению Министерства путей сообщения в связи с тяжелым финансовым положением вышел приказ Временного Сибирской правительства о прекращении набора новых работников на Омскую и Томскую железные дороги, увольнении уже принятых беженцев с выплатой им зарплаты за 2 месяца. Однако ограничение количества беженцев не решило всех финансовых проблем. Выделенных 2 августа 1918 года Советом министров по представлению Министерства финансов 4 млн рублей на август и сентябрь 1918 года для всех беженцев в целом и выделенных 19 июля 1918 года Административным советом 30 тыс. рублей для беженцев Акмолинской области оказалось недостаточно. Летом 1918 года наблюдалась интенсивная миграция беженцев из Семиречья в Сибирь (как гражданского населения, так и семиреченских казаков). Усиление боев летом 1918 года вызвало новый поток беженцев из Европейской части России на Урал и далее в Сибирь. По решению Временного Сибирского правительства был запрещен въезд новых беженцев в Сибирь, хотя задержанным на западных границах Сибири 40 тыс. беженцам Административный совет Временного сибирского правительства 10 сентября 1918 года выделил 150 тыс. рублей. Решение прекратить прием беженцев мотивировалось нехваткой жилья в городах и отсутствием свободной земли в деревнях. Также было принято решение поддержать 75 тыс. беженцев из Сербии 200 тыс. рублей.
Усилиями Временного сибирского правительства в Иркутске был открыт университет, получили финансовую поддержку от Временного сибирского правительства получивший статус государственного Омский сельскохозяйственный институт 10 августа 1918 года в размере 150 тыс. рублей и от Административного совета Омский политехнический институт 4 октября 1918 года в размере 220 850 рублей. 7 августа 1918 года Совет министров на основе просьбы управляющего Министерством народного просвещения распространил право на железнодорожные билеты по цене в 2 раза ниже обычной со студентов университетов на вольнослушателей высших и средних учебных заведений.
Важным трудовым ресурсом Сибири и Дальнего Востока были военнопленные, численность которых составляла около 240 тыс. человек. 29 июня 1918 года Временное Сибирское правительство утвердило правила использования труда военнопленных, согласно которым им было запрещено свободное перемещение и любое занятие трудовой деятельностью кроме заявок нанимателей. На строительство концентрационных лагерей для военнопленных выделялось 400 тыс. рублей.

## Экономика
Основой экономики Сибири в тот период являлось сельское хозяйство (из 8,3 млн чел. на селе проживало 7,3 млн чел.). В сезон 1918 года в Сибири вопреки разрыву торговых связей с другими частями страны, уходу части крестьян в военные формирования (части белой армии или партизанские отряды) и изношенностью сельскохозяйственной техники наблюдалось увеличение посевов зерновых культур. Это было связано не только с благоприятными погодными условиями, но и возвращением с фронтов Первой мировой войны трудоспособного крестьянства. В конце 1917—начале 1918 года происходил массовый самовольный захват земли крестьянами, которые распашкой земли весной 1918 года планировали узаконить данные захваты. Однако разрыв связей с другими регионами и переориентация на собственные нужды привели к кардинальному изменению структуры хозяйствования: ведущей отраслью сельского хозяйства стало экстенсивное зерноводство, нехватка техники в которой стала компенсироваться ростом поголовья рабочих лошадей. Напротив, ориентированное на экспорт в Eвропейскую часть России производство масла и выращивание продуктового крупного рогатого скота переживало сокращение, которое было усугублено массовой закупкой мяса для питания армии.